# Stadtbrand von Einbeck

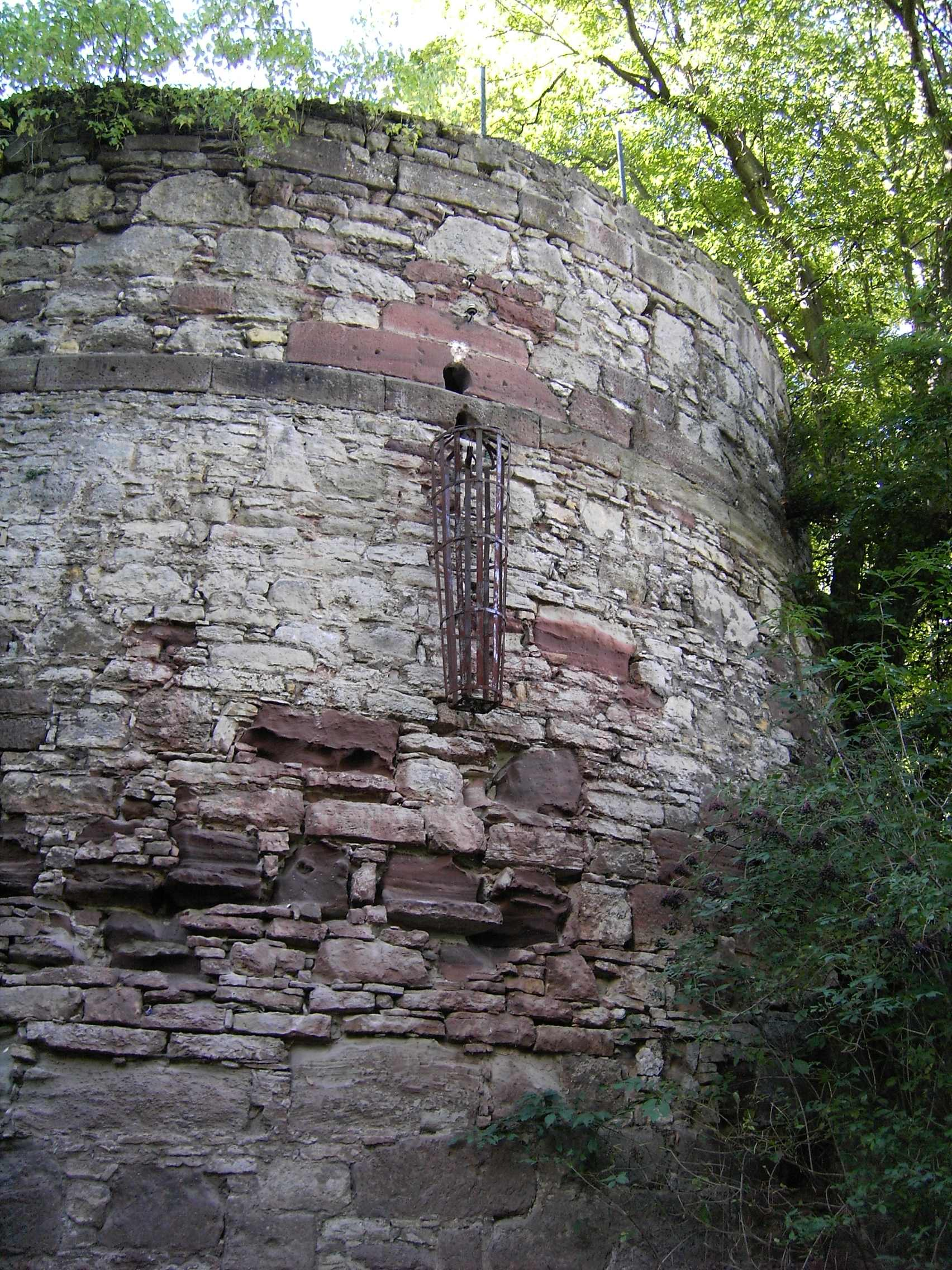
Käfig (Kopie) am Diekturm, in dem der Leichnam des angeblichen Brandstifters Heinrich Diek zur Schau gestellt worden sein soll.

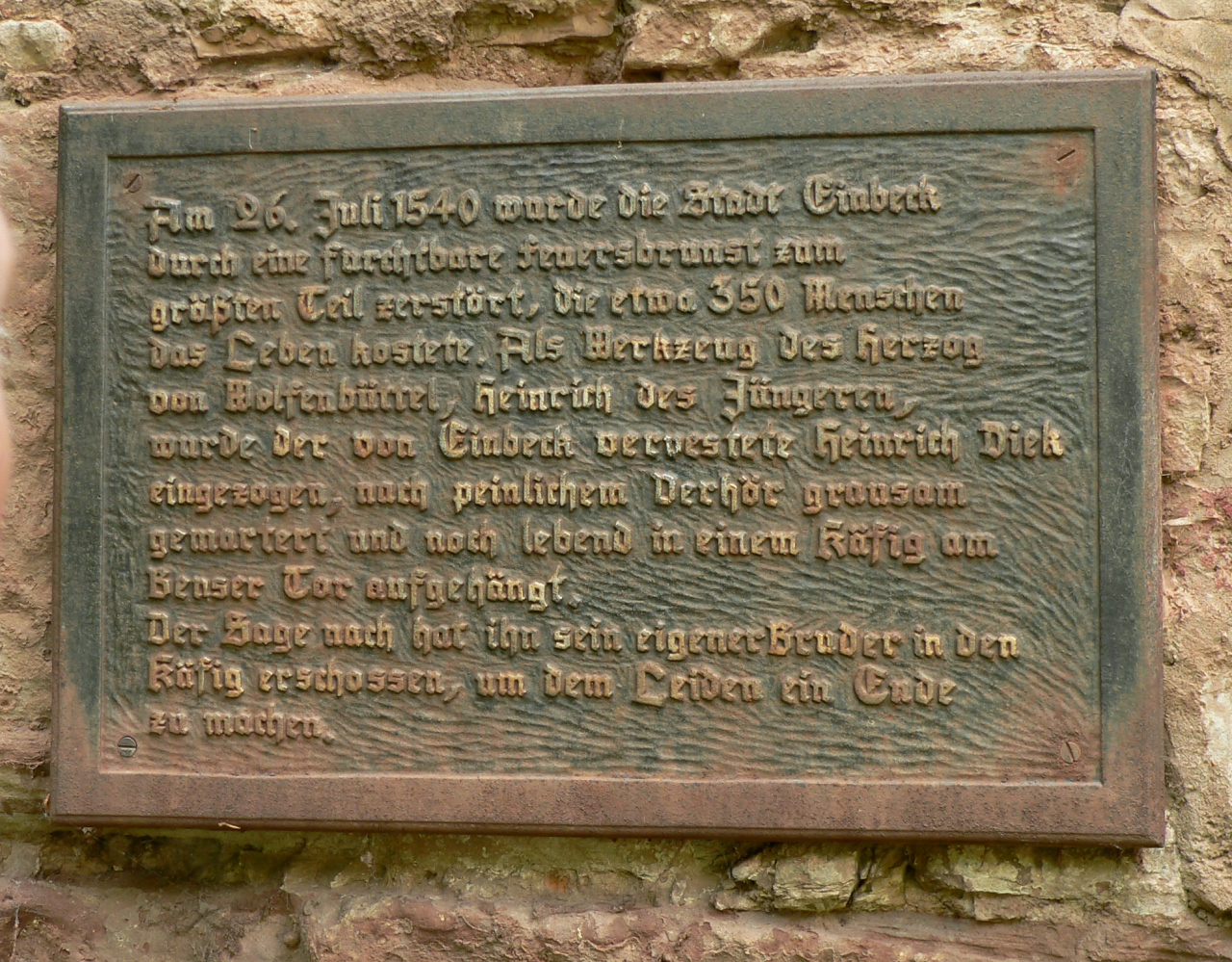
Informationstafel zum Stadtbrand am Diekturm

Der Stadtbrand von Einbeck war ein Großbrand, der am 26. Juli 1540 die mittelalterliche Bebauung der Stadt Einbeck im damaligen Fürstentum Grubenhagen zerstörte, soweit sie nicht aus Stein war. Der Wiederaufbau in den folgenden Jahrzehnten prägt bis heute das Erscheinungsbild der Altstadtstraßen rings um den Marktplatz sowie die Silhouette der Stadt durch den 1543 wieder fertiggestellten Turm der Marktkirche.

## Zeitgeschichtlicher Kontext
Die Geschehnisse in Einbeck fanden vor dem Hintergrund größerer politisch-religiöser Konflikte statt. Dabei standen sich Herzog Heinrich der Jüngere von Braunschweig-Wolfenbüttel als Parteigänger von Karl V. und der Schmalkaldische Bund als Verteidigungsbündnis pro-lutherischer Städte sowie Territorien gegenüber. Landgraf Philipp von Hessen war einer der wichtigsten Akteure des Schmalkaldischen Bundes.
Einbeck hatte 1529 formell die Reformation eingeführt. Am 19. Dezember 1531 trat die Stadt, von Braunschweig dazu eingeladen, gemeinsam mit Goslar und Göttingen dem Schmalkaldischen Bund bei. Einbeck hatte in dem Bündnis nur regionale Bedeutung, was sich darin widerspiegelt, dass sich die Stadt bei den Beratungen meist vertreten ließ.
In den Folgejahren eskalierte der Konflikt Heinrichs des Jüngeren mit dem Schmalkaldischen Bund weiter; beispielsweise wurde Heinrich 1539 vor dem Reichskammergericht wegen der Entführung und mutmaßlichen Ermordung des Goslarer Syndicus Conrad Dellinghausen († 1530), eines gebürtigen Einbeckers, angeklagt. Die Zeitgenossen konnten durch diese Anklage den Eindruck gewinnen, dass Herzog Heinrich seine politischen Ziele auf fragwürdige Weise verfolgte.

### Jahrtausend-Sommer 1540
1540 ist in der Klimageschichte bekannt als ein extrem trockenes Jahr bzw. „großes Sonnenjahr“, das auch als Jahrtausend-Sommer bezeichnet wird. Zwischen März und September soll es kaum geregnet haben, so dass man beispielsweise an manchen Stellen den Rhein zu Fuß überqueren konnte. Dieses Extremjahr ist in den historischen Quellen sehr gut dokumentiert; ein Beispiel aus Zürich:

„Das helle Wetter und die Hitze fingen an den 29. Hornung und währten bis zum 19. Herbstmonat, somit 29 Wochen, innert welchen es nicht 6 Mal regnete und auch dann nie einen halben Tag oder eine Nacht hindurch. Reife Kirschen aß man am Ende des Mai, Birnen und Gerste hatte man feil den 18. Juni, um den 24. war man mitten in der Ernte, süße Trauben aß man Anfangs Juli, Anfangs Herbstmonat war man mitten im Herbste. Wiesen und Wälder waren gelb vor Hitze und das Erdreich warf hie und da große Spalten; an etlichen Orten dorrten die Trauben an den Reben, viele Wälder fingen an zu brennen, Brunnen und Bäche und alle Waldwasser vertrockneten völlig. Man führte dem Vieh das Wasser meilenweit zu, die Mühlen standen meistens ab … Es gab einen Überfluß an Korn und wunderviel des allerköstlichsten Weines …“

An den legendären Weinjahrgang 1540 erinnert noch das Schwedenfass in Würzburg; aber die katastrophalen Folgen der Trockenheit überwogen die erfreulichen Aspekte bei weitem.

### Mordbrenner-Jahr
1540 gab es in Deutschland 33 Stadtbrände. Diese Zahl wurde nur auf dem Höhepunkt des Dreißigjährigen Krieges wieder erreicht. Etliche dieser Brände (Einbeck, Pausa, Triptis, Nordhausen, Hadamar, Erfurt) galten als antiprotestantische Brandstiftungen, so dass 1540 als das „Mordbrenner-Jahr“ in die Geschichte einging. Martin Luther trug durch seine polemische Schrift Wider Hans Worst erheblich dazu bei, dass sich diese Deutung verfestigte.
Aus heutiger Sicht ist die Schuldfrage nicht so eindeutig, wie sie Luther erschien. Die Folter war das damals übliche Mittel, um Verdächtige zu überführen. Herzog Heinrich betonte in seiner an den Kaiser gerichteten Verteidigungsschrift von 1541, dass den Gefolterten sein Name in den Verhören suggestiv genannt worden sei. Es hätten nicht nur pro-lutherische Städte im Jahr 1540 gebrannt: „Das es aber jnn dem Stift Mentz / Magdeburg / Halberstadt / auch in meinem Lande / an etzlichen örten gebrunnen / ist offentlich am tag vnd unverneinlich.“

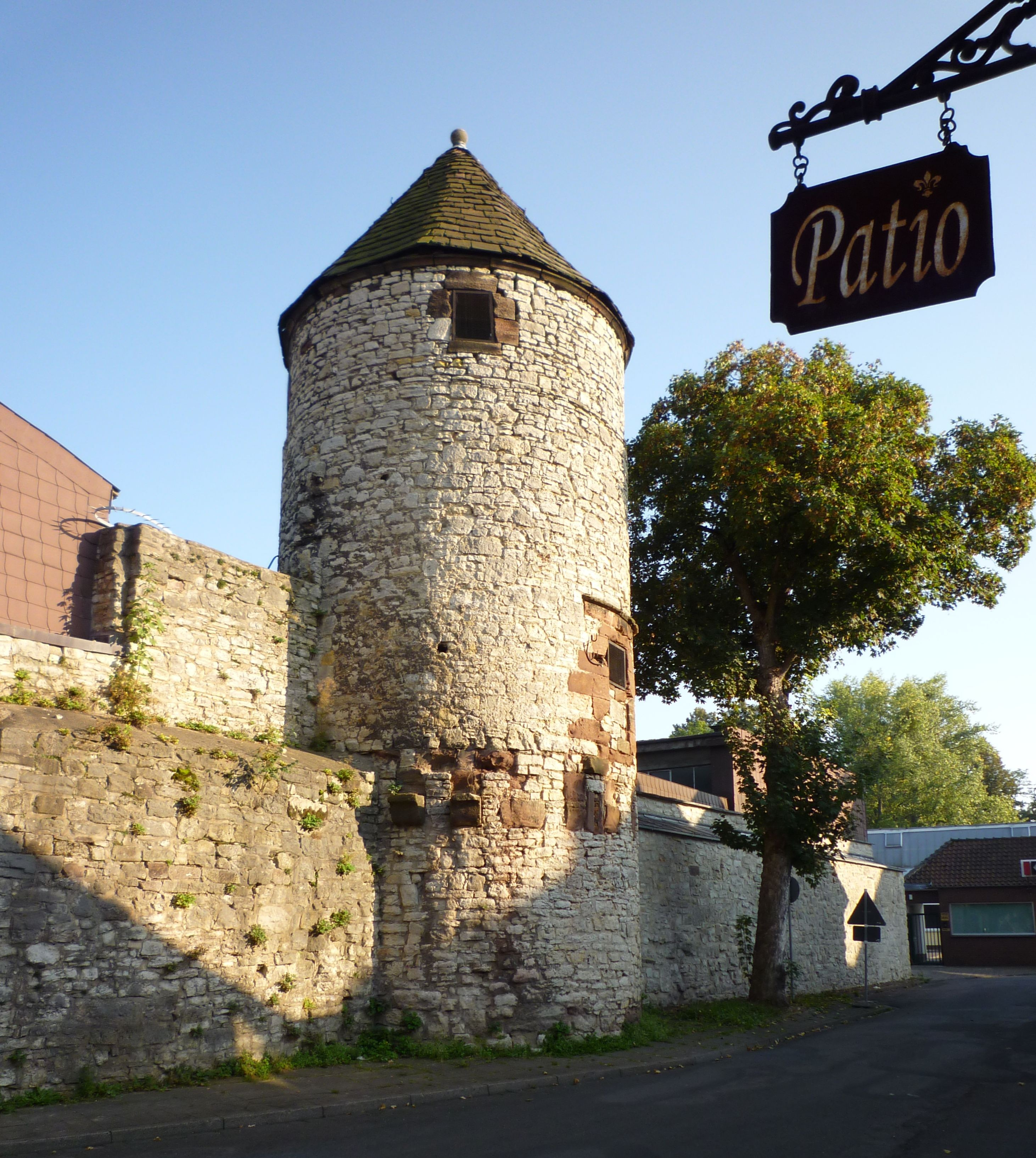
Der Pulverturm von 1408, im 15. und 16. Jahrhundert das Pulvermagazin der Einbecker Stadtverteidigung, überstand den Stadtbrand, was der Stiftskanoniker Johann Oldecop merkwürdig fand.

## Der Stadtbrand
Dass der Brand in Einbeck an mehreren Punkten gleichzeitig ausbrach, deutet auf Brandstiftung hin, doch zwingend ist dies nicht. Das Ereignis wurde im Konflikt zwischen dem Schmalkaldischen Bund und Herzog Heinrich dem Jüngeren sofort instrumentalisiert.
Zur Frage der Brandursache behauptete der Hildesheimer Stiftskanoniker Johann Oldecop, dass über Einbeck feurige Wolken erschienen seien, aus denen Gottes strafender Blitz die Stadt getroffen habe. Die Bauern seien aus allen Dörfern der Umgebung herbeigelaufen und hätten gemeinsam mit den Bürgern versucht, zu retten, was zu retten war, „wolden gern Bodden und Brupannen, Kisten unde Kledere gereddet unde uth de Stat … gebracht hebben.“ Aber vergebens. Damit jedem Einbecker klar sein musste, dass hier Gott am Werke sei und nicht der blinde Zufall „bleff unvorbrant de Pulvertorn“ in der Stadtbefestigung. In sechs Stunden brannte die Stadt gänzlich nieder, dass nicht so viel Holz übrig blieb, dass man ein Gericht Fische damit hätte kochen können.
Der hannoversche Bürgermeister Anton von Berckhusen dagegen übernahm in seiner Chronik die Mordbrenner-Theorie und lieferte dafür einen vermeintlichen Beweis: „Die Kirche St. Alexandri blieb mit wenigen Priesterhäusern unversehrt.“ Die Einbecker Kirche sei Herzog Heinrich zugehörig gewesen, und dieser habe sein Eigentum schonen wollen.

### Ablauf
- 26. Juli: Am Abend des St. Annentags um sechs Uhr brach an mehreren Orten in der Stadt gleichzeitig ein Feuer aus. Im Rathaus explodierte das dort gelagerte Pulver. Dadurch wurden die meisten Archivalien zerstört.[12] Der Brand war mit damaligen Mitteln nicht aufzuhalten. Bis Mitternacht brannte die ganze Stadt nieder, was eine zeitgenössische Beschreibung darlegt:

„also dat alle Clöster, dat stifft Sanct Alexander und alle Kerken bynnen Eymbeck, Thorne [Türme], Huse, Schunen, alle Breve [Briefe, d. h. Dokumente] und die Tore to grunnde uthgebrandt. Darto ock vele menschen mit vielem Vieh in sodanem Brande verdorwen unnd to dode gekomen, also nah uphören des brandes up den Huessteden und Kellern funden syn.“

- 27. Juli: Aus Göttingen, Northeim und Hildesheim trafen Hilfslieferungen ein.
- 28. Juli: In Einbeck wurde ein betrunkener Hirte verhaftet, der unter der Folter aussagte, der Einbecker Patrizier Heinrich Diek habe ihn für die Brandstiftung bezahlt.
- 29. Juli: Philipp von Hessen[14] warnte die Stadt Goslar per Brief, dass auch sie zum Ziel von Brandstiftern werden könne.
- 31. Juli: Der Einbecker Rat berichtete nach Braunschweig, „an die hundert minschen“ seien gestorben. Bei Philipp von Hessen und in den späteren Quellen wurden daraus über 400 Todesopfer.
- 3. August: Der Braunschweiger Rat schickte den Einbeckern eine umfangreiche Lieferung von Lebensmitteln (Butter, Speck, Käse, Brot, Fische) und Gerät (Hacken, Schaufeln, Mulden, Eimer) sowie Geld.
- 4. September: Heinrich Diek, mittlerweile verhaftet und gefoltert, bezichtigte Herzog Heinrich den Jüngeren, die Brandstiftung in Auftrag gegeben zu haben. Sein weiteres Schicksal, möglicher Widerruf und die Umstände seiner Hinrichtung sind nicht ganz klar. Am so genannten Diekturm beim Benser Tor soll sein Leichnam in einem Käfig ausgestellt worden sein. Das Original des Käfigs befindet sich heute im Alten Rathaus.
- 18. September: Anton Corvinus leitete das Verhörprotokoll mit Dieks Geständnis an Philipp von Hessen weiter.
- 28. Dezember 1540 bis 16. Januar 1541: In Naumburg tagten die Vertreter des Schmalkaldischen Bundes (Einbeck fehlte unentschuldigt) und stimmten ihr Vorgehen gegen Heinrich den Jüngeren ab. Sie beschlossen freiwillige Geldhilfen für Einbeck. Straßburg zum Beispiel bewilligte 600 Gulden.

## Archäologische Spuren
Da in Einbeck, wie auch in anderen historischen Städten, immer wieder Fachwerkhäuser niederbrannten und solche kleineren Schäden nicht unbedingt in den Quellen erwähnt wurden, ist es schwierig, eine Brandschicht eindeutig mit dem Ereignis vom 26. Juli 1540 in Verbindung zu bringen. Hier kommt den Grabungsbefunden an der Straße Petersilienwasser (1996 bis 2005) besondere Bedeutung zu:
- Ein Münzfund in Haus Nr. 3 auf dem letzten Stampflehmfußboden, unter dem nicht umgelagerten Brandschutt, hat Schlussmünzen von 1538.[15]
- Die Bewohner von Nr. 12a waren anscheinend alle zu Tode gekommen, so dass niemand Suchgrabungen unternahm und alle nicht brennbaren Objekte, so wie sie aus dem einstürzenden Haus herunterfielen, in situ verblieben. Die Parzelle wurde nicht mehr überbaut, es bildete sich eine Humusschicht über dem Brandschutt.[16]
- In der Hohen Münsterstraße Nr. 24 blieben die Wände einer Bude in Höhe von maximal 50 cm stehen; diese Bude bestand aus einer Diele und einer separaten Stube mit Kachelofen.[17]

Für das Stadtgebiet insgesamt lässt sich feststellen, dass der Brandschutt, vor allem rötlicher Fachwerklehm, intensiv nach Brauchbarem durchsucht wurde, also fundarm ist; anschließend planierte man ihn und errichtete die Neubauten auf dieser Schicht.

## Im Stadtbild sichtbare Spuren

### An Wohnhäusern

#### Tiedexer Straße
Das auf dem Zimmerhof vor dem Benser Tor gelagerte Bauholz war vom Stadtbrand nicht betroffen. Diese Hölzer konnten dendrochronologisch auf die Fälljahre 1539 und 1540 datiert werden und waren begehrtes Material beim Wiederaufbau der Stadt, z. B. Tiedexer Straße Nr. 22. Insgesamt muss die Tiedexer Straße als „beste Wohnlage“ 1540 und 1541 eine Großbaustelle gewesen sein, die mehrere Bauhütten beschäftigte. Sechs Hausgerüste sind inschriftlich auf 1541 datiert: Nr. 6, 10, 12, 20, 22 und 26.

#### Marktstraße
An der Marktstraße blieb eine massive Brandgiebelwand des 15. Jahrhunderts stehen, die zum Vorgängerbau von Nr. 14 gehörte (vielleicht Junkernbörse) und die jetzigen Häuser überragt.

#### Marktplatz
Ein sekundär verbauter Balken mit fragmentarischer lateinischer Inschrift („dant gemit[…]ort Einbec […] vi mortui“) am Haus Markt Nr. 17 spielt wahrscheinlich auf die beim Stadtbrand verstorbenen (mortui) Einbecker an.

### An Kirchen
In der Einbecker Altstadt befanden sich drei große Kirchen. Am schwersten getroffen wurde die im 20. Jahrhundert abgebrochene Neustädter Kirche St. Marien, denn hier stürzte der Turm auf das Kirchenschiff.

#### Marktkirche St. Jacobi
Nach dem Stadtbrand wurde der Turm der Marktkirche wegen seiner militärischen Bedeutung als Beobachtungsposten zügig wieder instand gesetzt. Aus dieser Zeit stammt das Ensemble von Turmhaube, Dachwerk, Glockenstuhl und Turmwächterstube, letztere ist auf 1543 datiert. Das heute noch vorhandene, steile Kirchendach (mit einer Neigung von etwa 50 Grad) wurde nach dem Stadtbrand neu gezimmert. Wahrscheinlich wurde die Nordwand des Kirchenschiffs, die heute durch ihre Neigung statische Probleme bereitet, nach dem Brand wenig fachgerecht gebaut.

#### Münsterkirche St. Alexandri
Die oben genannte Theorie, wonach die Münsterkirche St. Alexandri von den Brandstiftern geschont worden sei, wird dadurch widerlegt, dass der Dachstuhl über dem Langhaus der Münsterkirche dendrochronologisch auf das Jahr 1542 datiert werden konnte. Da nach der Reformation die Einnahmen aus dem Wallfahrtswesen wegfielen, erhielt die Münsterkirche die heutige Dachkonstruktion – ursprünglich nur ein eilig gezimmertes, preisgünstiges Provisorium, das die im Stadtbrand erhaltenen Gewölbe vor der Witterung schützen sollte.

## Auswirkungen

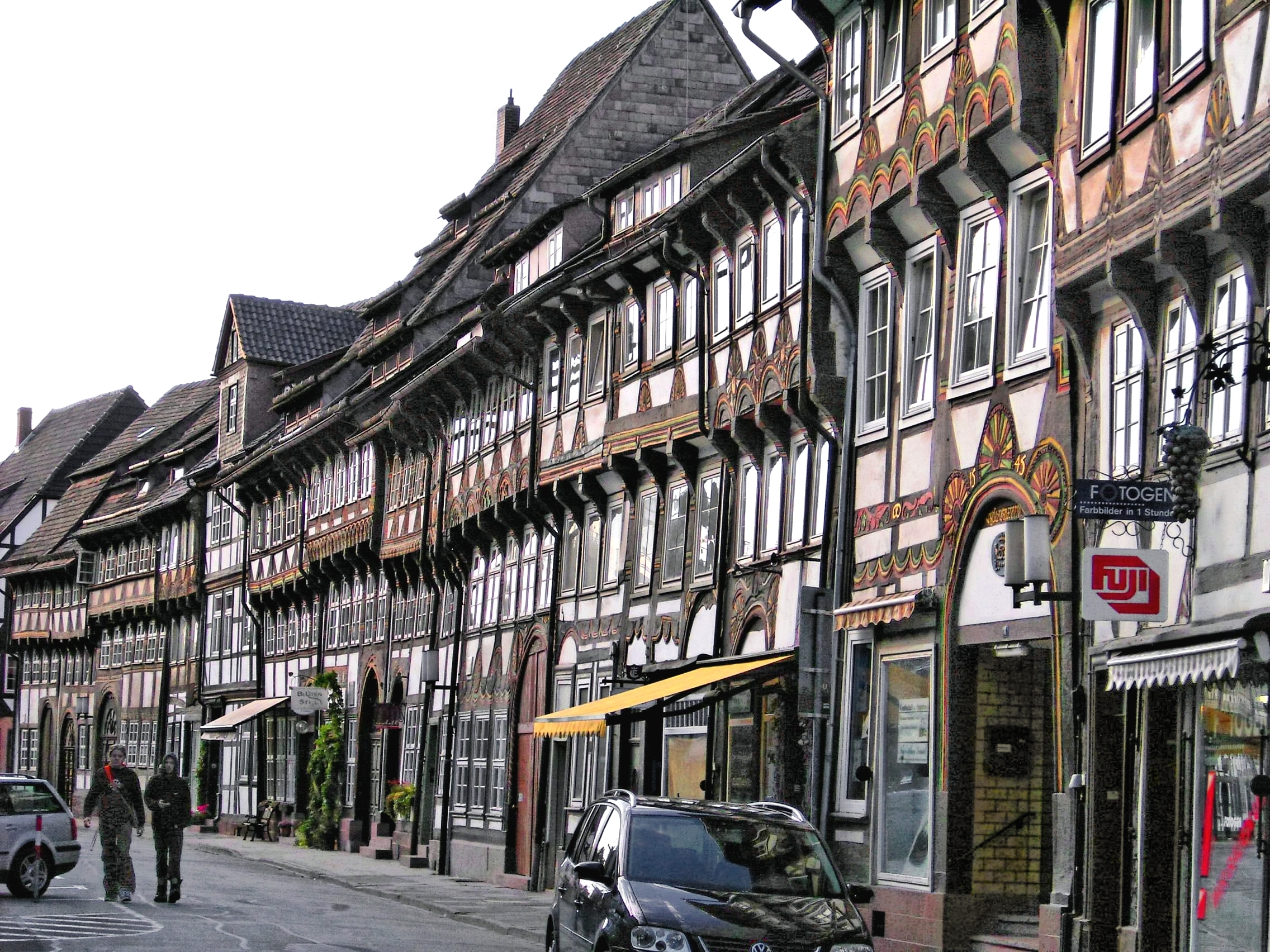
Die Tiedexer Straße, Großbaustelle des Wiederaufbaus nach 1540

In der Zeit nach dem Stadtbrand kam es zum militärischen Zusammenstoß zwischen dem Schmalkaldischen Bund und Herzog Heinrich, der dabei 1542 eine empfindliche Niederlage erlitt. Einbeck versuchte, aus dieser Situation möglichst viel Gewinn zu schlagen. Im September tagte der Schmalkaldische Bund in Braunschweig; die Einbecker Delegation beantragte:
- Überlassung des Klosters Amelungsborn nebst innerstädtischem Klosterhof;
- Überlassung der Domäne Hasekenhausen im Amt Winzenburg;
- Überführung der Glocken der Gandersheimer Clus nach Einbeck, vermutlich um daraus Geschütze zu gießen;
- Bauholzlieferungen, die Einbeck Heinrich dem Jüngeren angeblich bezahlt, aber nicht erhalten hatte.

Die wirtschaftlich sehr attraktive Übernahme von Amelungsborn durch die Stadt Einbeck wurde abgelehnt; den übrigen Forderungen stimmte der Bund zu.
Nach der Niederlage des Schmalkaldischen Bundes in der Schlacht bei Mühlberg bekam Einbeck die negativen Folgen der Mitgliedschaft zu spüren. Auf dem Reichstag zu Augsburg 1547 wurde Einbeck zu einer Strafzahlung unbekannter Höhe an den Kaiser verurteilt.
Vor allem aber hatte Heinrich der Jüngere freie Hand, für die Bezichtigung wegen Mordbrennerei Vergeltung zu üben. Nach einigen Scharmützeln war Einbeck am 20. Januar 1550 zu einem schmachvollen Frieden mit dem Herzog gezwungen (Gandersheimer Vertrag): Einbeck musste Strafe zahlen wegen Abriss von Hasekenhausen und Einholung der Gandersheimer Glocken sowie weiterer Schäden an herzoglichem Gut. An den Herzog hatte die Stadt jährlich große Mengen von Einbecker Bier, ihrem Hauptprodukt, zu liefern. Heinrich Dieks Gebeine durften nicht länger am Benser Tor zur Schau gestellt werden.

## Zitat
Martin Luther an Herzog Heinrich den Jüngeren:

„Aber es hilft nicht, Heintz, […] dieses unzählige, unschuldige Blut zu Einbeck und anderswo durch deinen Mordbrand vergossen, schreit gen Himmel so stark, dass es dich und deinen Gesellen gar bald (so Gott will) in den Abgrund der Hölle schreien soll!“